# IC1
Pour les articles homonymes, voir IC1 (homonymie).
iC1 initialement Clermont 1re est une chaîne de télévision généraliste locale privée française émettant à destination de Clermont-Ferrand et son agglomération. Elle cesse d'émettre en 2014.

## Histoire

### Clermont1re
Clermont 1re est lancée le 9 octobre 2000 par le groupe de presse Centre France, notamment propriétaire du journal régional La Montagne. Elle est alors la première chaîne hertzienne locale concédée à un titre de la presse quotidienne régionale (PQR).
Début 2009, la chaîne élargit sa zone de diffusion jusqu'au bassin de Montluçon (Allier).
Mais la chaîne connaît des difficultés et perd environ 1 million d'euros par an. En 2009, les pertes cumulées depuis sa création s'élèvent ainsi à près de 12 millions d'euros. Une restructuration est alors lancée avec la suppression de 11 postes sur 23 ainsi qu'une réduction du nombre de programmes produits en interne.
Le 8 janvier 2011, la chaîne arrête sa diffusion analogique et passe au tout numérique (TNT, box ADSL et câble).

### iC1
Le 12 décembre 2012, lors du changement de canal de la chaîne, Clermont 1re devient iC1 et modifie sa programmation. Elle se centre majoritairement sur l'actualité de la région. Les studios de la chaîne déménagent pour l'occasion de leur siège clermontois historique (rue Morel-Ladeuil) vers les nouveaux locaux du journal La Montagne, rue du Clos-Four.
En novembre 2013, le groupe Centre France annonce l'arrêt de la chaîne en même temps qu'un plan de restructuration qui comprend 230 suppressions de postes.
iC1 cesse de produire des programmes à la fin de l'année 2013 et ne programme plus que des rediffusions jusqu'à ce qu'elle cesse d'émettre le 1er juin 2014.

## Identité visuelle

### Logos

Logo de Clermont 1re du 9 octobre 2000 au 12 décembre 2012.
Logo d'IC1 du 12 décembre 2012 au 1er juin 2014.

### Slogans
- 2000 - 2012 : « La télévision dont vous êtes les acteurs »
- 2012 - 2014 : « L'info locale en vidéo »

## Organisation

### Capital
iC1 est gérée par la Société Clermontoise de Télévision, société qui appartient majoritairement au groupe de presse locale Centre-France duquel dépend le journal régional quotidien La Montagne. Le reste était détenu par des Caisses régionales du Crédit agricole, de la Caisse d'épargne et du Crédit mutuel.

## Émissions

### Information
- iC1 propose chaque midi Plateau Central, un talk-show d'information locale ainsi que plusieurs émissions en multidiffusion.
- 12 h 30 : Le Flash d'iC1 : présentant les faits marquants de l’actualité du jour.
- 18 h 30 : Le JT : les principaux faits d'actualité de la journée sont développés et la rédaction reçoit une personnalité locale, selon une thématique quotidienne différente.

### Émissions et magazines
- Guide privé : portraits intimistes de personnalités locales
- Histoire d'Auvergne : émission sur le passé auvergnat
- Ça part en live : émission musicale où se produisent des groupes de musique de la région

## Autres programmes
En 2007, la chaîne s'enrichit de programmes nationaux avec d'autres chaînes locales, la saison 1 de 24 Heures chrono est diffusé le lundi soir en première partie de soirée. Mais l'expérience de syndication des télés locales tournera court.
La chaîne retransmettait également l'émission de débat Bibliothèque Médicis présentée par Jean-Pierre Elkabbach.